# 羅東城隍廟
24°40′33″N 121°46′18″E / 24.675967°N 121.771624°E
羅東城隍廟，又名慈德寺，民國104年變更登記為財團法人羅東城隍廟，是位於臺灣宜蘭縣羅東鎮大新里的城隍廟，有祭祀死於原漢衝突的巴宰族阿里史社領袖潘賢文、茅格。

## 歷史沿革

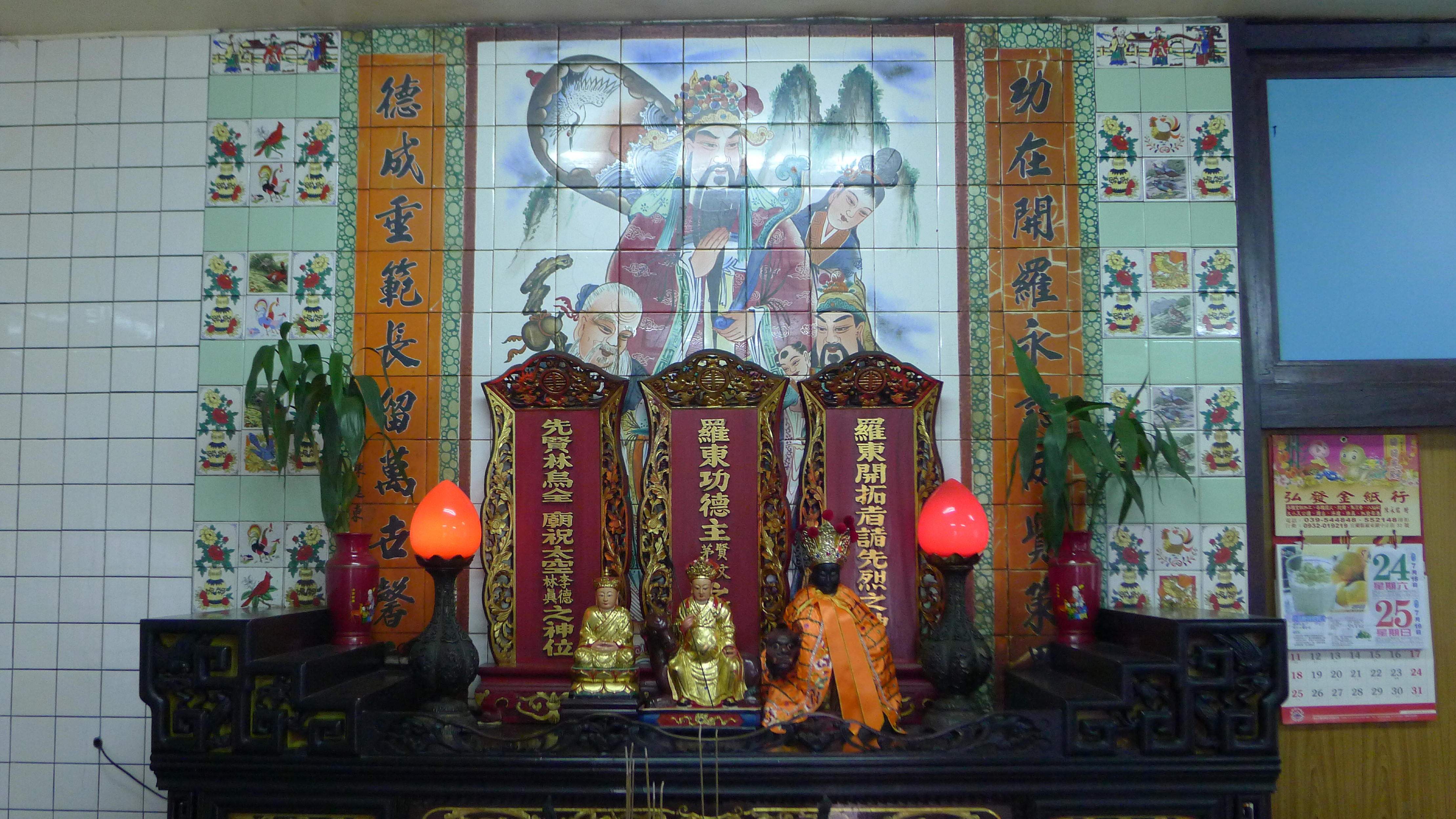
羅東城隍廟功德堂內的潘賢文、茅格神位。

### 清治時期
清治時期，居住於臺中盆地的原住民族巴宰族，受漢族影響而被迫遷移，規模較大的有嘉慶九年（1804年）移居噶瑪蘭、道光三年（1823年）移居埔里、同治十年（1871年）移居鯉魚潭地區。今日臺中市潭子區，尚存該族相關的文物阿里史社碑。
其中的阿里史社領袖潘賢文，帶領岸裡社、阿里史、阿束等諸社一千餘人，先遷至今日的宜蘭市，但嘉慶十一年（1806年）因參與泉漳械鬥落敗，率眾南渡蘭陽溪進入羅東。之後，潘賢文協助楊廷理、王得祿擊退朱濆有功，引起漳州人不滿，於是嘉慶十四年（1809年），漳州人林標、黃添、李觀興，各領壯丁百人，由吳全、李佑前導，由叭哩沙喃夜襲羅東，造成潘賢文死亡與漳州人成功佔據羅東。
嘉慶二十年（1815年），十六分林天來等漳州人有感於之前原漢衝突，在東勢地區募款，擇於今羅東鎮農會位置，蓋一間座北朝南的大眾廟。五年後，漳州人林烏全等人感念潘賢文，茅格率先開拓羅東之功績，在廟內立牌祭祀。在當地有「番仔廟」之稱。

### 日治時期
1898年，日本政府借用廟身創立羅東分教場（今羅東國小），後來仕紳張能旺認為教育十分重要，便捐出自己在十六分的土地作校地。
陳純精擔任羅東街長時與士紳范純喜倡議改建此廟，募款3922元。蘭陽溪以南習俗是大眾爺廟翻修後，可透過比較高階神明敕封、降鸞指示、地方首長冊封，升格為城隍廟。當時正逢皇民化運動，被官方駁回改成城隍廟的申請，陳純精與地方仕紳遂向郡守梅谷修三陳情，於是以改成佛寺之名義，改喚作「慈德寺」。
1934年，農曆八月十六日新廟竣工，仍以城隍爺為主神，觀音菩薩為副，並以竣工之日農曆八月十六日定為慶典日。

### 戰後時期
戰後初期，該廟、羅東震安宮、羅東奠安宮因信徒管理不理想，經羅東鎮長吳木枝奔走，成立管理委員會。1966年6月1日，經信徒大會通過，兼上述三廟主任委員的吳木枝，將廟產捐贈給鎮公所，因此城隍廟有4108平方公尺的土地成為國有。合約規定土地所有權、管理權屬於在公所，但財產處分收益、營收都全數交給廟方。
1975年，廟方立碑紀念潘賢文、茅格。該碑是寫這兩人因准許漢人進入羅東開墾，遭原住民所害。廟方管理委員會主委許宗賢表示除碑文說法外，地方流傳的另一種說法是潘賢文與茅格是被漢人殺死的；劉還月認為碑文扭曲了當時大開殺戒的漢人供奉亡靈以求安心的事實；研究噶瑪蘭的成功國小退休老師白長川則說，根據《噶瑪蘭廳誌》記載，以及他對城隍廟相關人員的探訪，碑文是後人來掩飾漢人罪行。後來縣府在編纂縣史時，管委員會副主任委員游德全盼能將潘賢文、茅格列入先賢。
擁有羅東城隍廟廟地的的公所曾規劃整頓廟宇周邊，欲將廟宇遷到新大樓，而在2006年10月12日邀請相關單位至公所討論。

## 祭祀活動
廟左龕供奉潘賢文、茅格神主。
廟方名為「城隍廟謝范將軍意會」的陣頭，在農曆八月十六日城隍爺誕辰時，會出動謝范將軍、甘柳將軍、日夜遊巡將軍、大鬼爺和小鬼爺等神將。該日繞境時，還願的信徒會帶著枷鎖、石碾、刑具或掃帚等清潔用具參加。

## 外部連結
- 羅東城隍廟的Facebook專頁